# 忧郁型抑郁障碍
忧郁型抑郁障碍，表现为患者对绝大多数或者所有活动失去兴趣，对于愉快的刺激失去反应，抑郁心境且比丧恸或失去亲人更严重，在早上情况更差，早醒，精神运动性阻滞，体重迅速降低（注意与神经性厌食症区分）或者过度的罪恶感。